# Batalla de Baecula
La batalla de Baecula fue un enfrentamiento armado librado en el 208 a. C., en el contexto de la segunda guerra púnica, entre el ejército de la República cartaginesa, liderado por Asdrúbal Barca, y las legiones de la República romana, a las órdenes de Publio Cornelio Escipión.
Fue la primera gran batalla de Escipión después que tomara el mando del ejército en la península ibérica. Terminó en una victoria para Roma, aunque no impidió a Asdrúbal escapar con rumbo a la península itálica, donde encontraría su final un año después, en Metauro.

## Antecedentes

### Hispania púnica
En 237 a. C. Amílcar Barca desembarcó en Gades (Cádiz) bajo iniciativa propia y contra la voluntad del Sufete (Senado cartaginés), fundando sin consultar la colonia de Akra Leuké (Alicante). y conquistando gran parte de la península ibérica. Enriqueció a su tierra natal enviando grandes cantidades de caballos, armas, mercenarios y dinero. Tras su muerte en combate en 228 a. C., su yerno, Asdrúbal el Bello, fundó Qart Hadasht (Cartagena) y otra colonia de nombre desconocido, ganándose el apoyo de los locales mediante la diplomacia más que la fuerza, llegando a casarse con una princesa ibera, «una sabia medida política para independizarse de Cartago y vincularse a la Península». Murió en combate en 221 a. C., asumiendo el mando del ejército púnico en la península ibérica el hijo mayor de Amílcar, Aníbal Barca, quien también se casó con una princesa nativa y tras tomar Sagunto, la reconstruyó como una colonia africana.
Según historiadores modernos: «Los Bárcidas fundaron en la Península una verdadera monarquía y gobernaron como auténticos monarcas helenísticos», llegando a fundar personalmente colonias de gente de su país de origen en los territorios conquistados, tal como los Argéadas, Lágidas y Seléucidas. Al parecer, Amílcar habría organizado este reino, que ocupaba la Turdetania y el Levante. Debe mencionarse que producto de las guerras sicilianas, desde inicios del siglo IV a. C., los púnicos estaban muy helenizados, especialmente su panteón religioso.
Sin embargo, tanto Amílcar como Aníbal nunca quisieron romper con Cartago, posiblemente por sentimentalismo, al contrario de Asdrúbal, que fue acusado de querer formalizar un reino independiente en la península pero nunca dejando de estar pendientes del Sufete. Pero tanto este último como Aníbal fueron «verdaderos caudillos hispanos» y considerados como reyes por los nativos al casarse con hijas de reguli, «régulos», reyezuelos que gobernaban grupos de poblados, la forma de monarquía más frecuente de la península. Esto explica por qué ambos fueron elegidos comandantes del ejército púnico en Hispania por los soldados, principalmente nativos, y luego ratificados por el Sufete.
Pero esta no es una opinión unánime entre los historiadores, ya que algunos creen que en realidad, los Bárcidas seguían una política orquestada por el Sufete de expandirse por la cuenca del Betis (Guadalquivir) y la costa desde el cabo de la Nao. Asimismo, afirman que: «aunque el hecho de que llamara también Cartago [Qart Hadasht] a su fundación parece sugerir que, más que un reino independiente, pretendía que fuera una ciudad hermana de la metrópoli».

### Guerra en Hispania

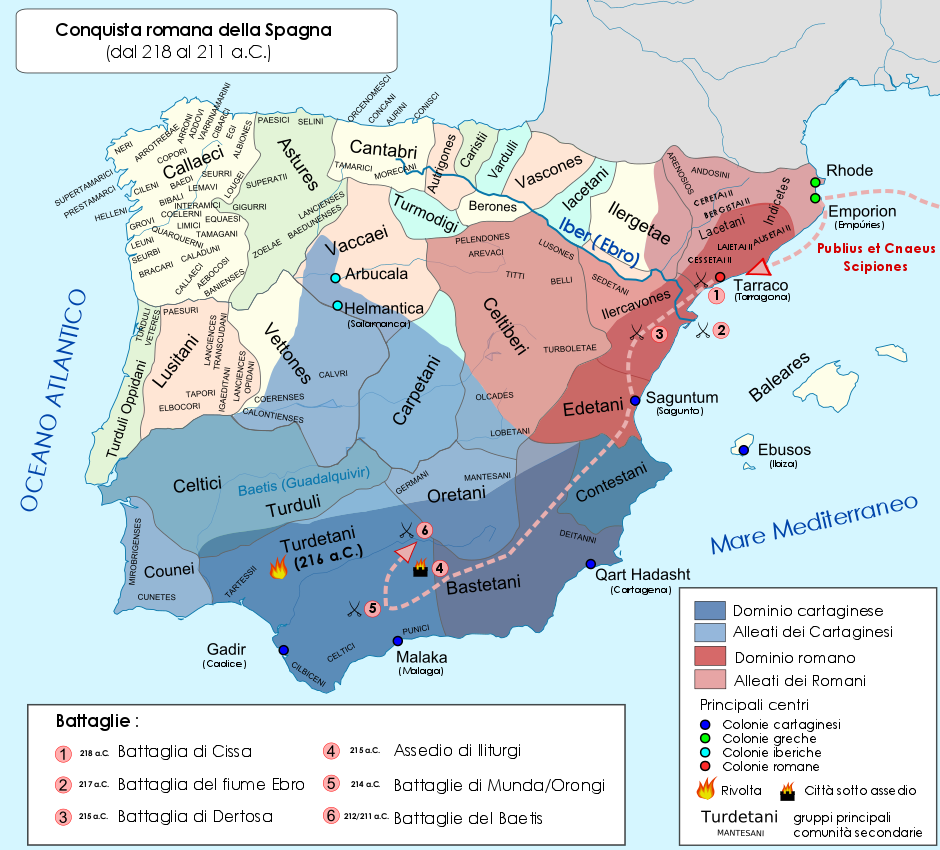
Mapa de la guerra en la península hasta la derrota y muerte de los dos Escipiones en 211 a. C..

En 218 a. C., mientras Aníbal estaba en la península itálica, los hermanos Publio y Cneo Cornelio Escipión Calvo fueron enviados a Hispania para impedir a las fuerzas cartaginesas ahí enviar refuerzos al Barca. Estos generales romanos estuvieron en operaciones hasta su muerte en batalla en el 211 a. C..
Cuando desembarcó en la península el joven procónsul Publio Cornelio Escipión ningún ejército cartaginés estaba cerca de Qart Hadasht, lo que aprovechó para tomarla en 209 a. C. y renombrarla Cartago Nova. Ahí permaneció un tiempo hasta que resolvió avanzar hacia Tarraco (Tarragona).

## Campaña
Escipión pasó el invierno en Tarraco aprovechando para ganarse el apoyo de los jefes locales liberando a sus familiares que tenía como rehenes. Para ello tuvo la ayuda de Edeco (Edetón), régulo de los edetanos, cuya familia había sido capturada por las legiones en Cartago Nova y deseaba obtener beneficios de una alianza con Roma. El edetano se presentó en Tarraco con sus parientes y aliados pidiendo una reunión con el general. Este último, entendiendo la oportunidad, le concedió lo que pedía y aseguró su alianza. Luego lo envió de vuelta a su país, donde convenció a los suyos de favorecer a los romanos. Pronto, los africanos perdieron el apoyo de la mayoría de los iberos.

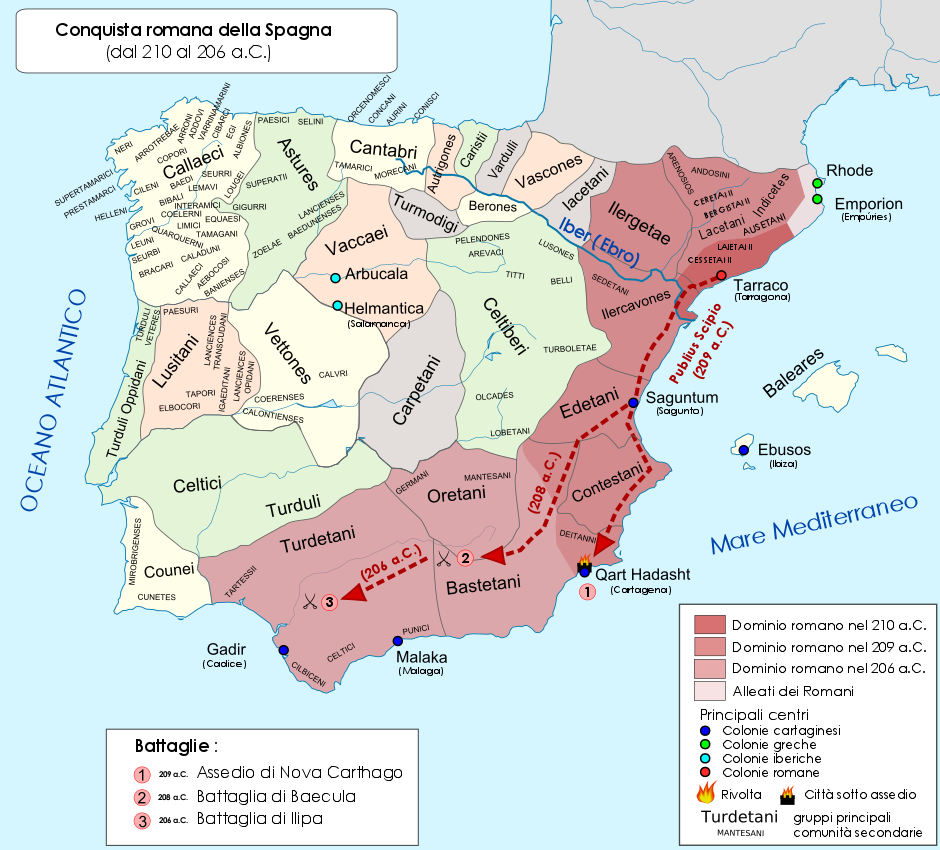
Mapa ilustrativo de las campañas hispánicas de Escipión.

Dos grandes régulos molestos con Cartago, Andobales y Mandobio, porque Asdrúbal les había exigido rehenes (tratándolos como esclavos) y fuertes contribuciones económicas ya que tras vencer y matar al padre y el tío de Escipión, creyeron que la península era suya y trataron muy mal a los nativos. Una noche abandonaron el campamento púnico rumbo a un fuerte.
Estas revueltas y la llegada de los romanos preocupó de sobremanera a Asdrúbal. Quien se decidió a presentar batalla, en caso de vencer no sabía qué haría aún pero si era vencido cruzaría a la Galia, reclutaría locales y se uniría a su hermano mayor. Sabedor de esto, Escipión escuchó los consejos del legado Cayo Lelio y las órdenes del Senado antes de marchar contra el africano, sumando en el camino numerosos iberos. Fue entonces cuando se reunió con Andobales, con quien llevaba mucho tiempo comunicándose. El general le prometió a este y otros jefes que no les exigiría rehenes con lo que fue aclamado como un rey y juraron obedecerlo. Tras esto, los jefes fueron a sus tierras por sus huestes y las sumaron a las legiones.

## Localización
Tradicionalmente el escenario de la batalla se ha ubicado en las cercanías de Bailén, no tanto por cierta similitud fonética (que algunos autores han alegado) como por la posición estratégica de este enclave, y también por un texto de Polibio donde se menciona Cástulo como cercana a Baecula.
Pero recientes hallazgos de investigadores de la Universidad de Jaén terminan por concluir que el escenario de la batalla se sitúa en las cercanías de la población actual de Santo Tomé, a unos 60 km al este de Cástulo, identificando el oppidum de Turruñuelos con la población de Baecula que citan las fuentes clásicas; próximo a este oppidum se encuentra el Cerro de las Albahacas, estratégicamente rodeado en un flanco por un río. Allí, según estos investigadores, habría estado el campamento de Asdrúbal Barca, mientras que a cuatro kilómetros se habría situado el de Escipión. Casi mil quinientos objetos encontrados relacionados con impedimenta militar de ambos ejércitos avalan estas conclusiones. Las campañas de prospección arqueológica realizadas en 2006 y 2007 por el Centro Andaluz de Arqueología Ibérica han aportado hallazgos que confirmarían esta posibilidad, como restos de armas y monedas púnicas que datan de la época de la batalla. Por otro lado, Alicia María Canto (UAM), cuestiona desde 2004 dicha localización por diferentes motivos (que incluyen las fuentes antiguas), y sigue prefiriendo ubicar Baecula en el triángulo de Bailén-Linares-La Carolina. Posteriormente, la misma autora volvería a negar la posibilidad que la batalla sucediera en el actual Santo Tomé.
Entre el 24 y el 26 de noviembre de 2011 se celebró en la Universidad de Jaén un congreso internacional de título “La Segunda Guerra Púnica en la península ibérica”, donde, además de estudiar el tema propuesto, se presentó el "Proyecto Baecula"; sus ponencias serán publicadas en el futuro.
El debate entre ambas posiciones continúa siendo periódicamente objeto de interés de la prensa nacional.
Por el continuo estudio de la zona donde ocurrió la batalla, Baecula ha sido comparada con otros centros arqueológicos donde ocurrieron grandes enfrentamientos, como Kalkriese y Harzhorn. La diferencia está en que sólo Baecula fue una batalla campal según terminología militar actual.

## Fuerzas enfrentadas

### Cartagineses
Durante el gobierno de Asdrúbal el Bello el ejército creció a 60 000 infantes, 8000 jinetes y 200 elefantes de guerra, principalmente turdetanos e iberos. Mientras que al momento del asedio de Sagunto había crecido a 150 000 efectivos, de los que 90 000 infantes, 12 000 jinetes y 37 elefantes partieron con Aníbal rumbo a Italia, aunque sólo 50 000 guerreros de a pie y 9000 montados lo acompañaron hasta los Pirineos. De las tropas que permanecieron en Hispania, al momento de desembarcar Escipión, estaban divididas en tres ejércitos separados: según Polibio Magón Barca estaba cerca las Columnas de Hércules, Asdrúbal Barca, estaba en la Carpetania y Asdrúbal Giscón cerca de la desembocadura del Tagus (Tajo), en la Lusitania; en cambio, Tito Livio dice que Magón estaba en Cástulo (Linares), Asdrúbal Barca en las cercanías de Sagunto, en la cuenca del Iber (Ebro) y Giscón entre Gades y el Océano Atlántico.
Respecto a la fuerza de Asdrúbal Barca, Duncan Head cree que probablemente contara con 25 000 a 30 000 combatientes. El historiador canadiense Richard A. Gabriel cree que Asdrúbal debía contar con 20 000 a 25 000 combatientes, los que unidos a los demás generales llegaban a 70 000 efectivos. El Barca debió salvar dos tercios de su ejército al retirarse y que las bajas cartaginesas en la batalla fueron mucho menos que 10 000. Según él, después del combate Asdrúbal aún contaba con 14 000 a 16 000 hombres, los que sumados a los otros dos ejércitos púnicos sumaban más de 60 000 soldados.

### Romanos
Escipión desembarcó en la península con apenas dos legiones romanas, es decir, según Livio 10 000 infantes, 1000 jinetes y 30 quinquerremes, o según Apiano 10 000 infantes y 500 jinetes, porque con Aníbal en Italia era imposible enviar un contingente mayor. Se sumaron los restos del ejército de su padre y su tío, las tropas traídas por Cayo Claudio Nerón desde Puteoli (Pozzuoli) y contingentes de guerreros aliados. Nerón fue reemplazado por el propretor Marco Junio Silano. Es posible que contara con unos 35 000 a 40 000 romanos y nativos. Gabriel cree que Escipión disponía de 28 000 infantes y 1600 jinetes al tomar Cartago Nova, con bajas mínimas, y pasó los siguientes meses recibiendo refuerzos hasta completar una fuerza equivalente a seis legiones, unos 34 000 romanos y aliados. A este contingente se le habrían sumado hasta 6000 a 12 000 íberos durante su marcha al sur, pasando los 40 000 hombres.

## Batalla

### Escaramuza
Al llegar Escipión esperó pues, aunque deseoso de atacar, temía la solidez de la posición enemiga, pero tras dos días decidió que debía luchar antes de que llegaran los otros dos ejércitos púnicos. Los puestos de avanzadillas de la caballería púnica estaban por delante del campamento y sufrieron el primer embate de los vélites al arribar los romanos a la zona. Los jinetes africanos volvieron a su campamento y los vélites se aproximaron mucho al recinto. Este éxito dio ánimos a los romanos, que empezaron a construir su castra (campamento).

### Ataque de los vélites
El lugar del enfrentamiento fue elegido por Asdrúbal, quien tenía un río en retaguardia y su campamento construido sobre la cresta de una colina que formaba una amplia meseta, al frente estaban las llanuras donde desplegar sus fuerzas, las laderas de ambos lados eran muy escarpadas pero un tramo bajo la cresta había una planicie ligeramente inclinada, luego volvía a haber una ladera escarpada.
Escipión preparó sus vélites y una tropa de infantería al pie de la colina y les ordenó cargar hacia la cresta, cabalgando entre soldados señalando al enemigo diciendo que este había abandonado toda esperanza de victoria en la planicie y buscaba refugio en las alturas, pero que ellos ya habían conquistado Cartago Nova sin que los muros, la colina ni el mar pudieran detenerlos. Finalmente, anunció que de nada servirían esos acantilados para los africanos salvo para obligarlos a saltarlos cuando las legiones tomaran la posición. Dos cohortes fueron a defender la entrada del valle por donde pasaba el río y a bloquear el camino que llevaba desde la Baecula hasta la colina.
Estas tropas ligeras avanzaron, inicialmente sin mayor dificultad que la escarpada pendiente, hasta que chocaron con la infantería púnica y sirvientes civiles que defendían la planicie inferior y que les arrojaba todo tipo de proyectiles, a lo que respondieron lanzándoles piedras. A pesar de la lluvia de misiles siguieron subiendo por su determinación y entrenamiento. Finalmente alcanzaron la segunda planicie y ahí pudieron demostrar sus superiores habilidades para el combate cuerpo a cuerpo. Las tropas cartaginesas en la zona, acostumbradas a luchar a distancia, fueron forzadas a retroceder con grandes pérdidas hacia la meseta superior donde estaba el campamento.

### Flanqueo
Asdrúbal permaneció a la espera hasta cuando entendió que los romanos estaban teniendo éxito en su ataque, así decidió enviar refuerzos a defender la posición. El general romano respondió enviando al resto de sus tropas ligeras en apoyo de su vanguardia para un ataque frontal mientras, con la mitad  de la caballería y legionarios flanqueaba a los púnicos por la izquierda y Lelio hacia lo mismo por la derecha con la otra mitad.
Entre tanto, Asdrúbal intentaba organizar y sacar al resto de sus fuerzas del campamento, había esperado demasiado y no alcanzaron a desplegarse. Los púnicos intentaron girar sus alas para enfrentar el flanqueo pero, ante los gritos que provenían de todas partes, sólo se desordenaron. Las alas romanas ya habían subido las laderas y aprovechando el desorden, cayeron sobre los flancos africanos con el enemigo aún en desorden, haciéndolo huir. Los cartagineses intentaron retroceder para evitar que los flancos romanos pudieron rodearlos y atacarlos por la retaguardia, pero al intentarlo su frente simplemente se rompió y el centro romano cargo con todo para conquistar la primera meseta, algo que jamás hubiera ocurrido si la línea cartaginesa hubiera aguantado con los elefantes en la línea de combate.
Finalmente, los flancos romanos lograron cortar la retirada del enemigo al rodearlo. Se desplegaron destacamentos en todas partes para bloquear todos las posibles rutas de huida. Asdrúbal y sus oficiales cerraron las puertas del campamento, dejando a fuera a muchos hombres. Dentro del lugar, los elefantes, asustados, aumentaban el caos. Según Polibio, Barca nunca tuvo la intención de luchar hasta el final; y probablemente su objetivo siempre fue retirarse y salvar a su ejército de un enemigo numéricamente superior, y en cuanto vio a los romanos haciendo dos grandes movimientos de flanqueo decidió enviar a su infantería menos valiosa a sostener el frente y enviar a parte de su infantería pesada a proteger las alas. Luego, tomó su dinero, los elefantes y los fugitivos que pudo reunir y se retiró. Escipión se dedicó a saquear su campamento.

## Consecuencias

### Trato a los prisioneros
Los romanos hicieron prisioneros a 2000 jinetes y 10 000 infantes. Fueron presentándose uno por uno ante Escipión y le juraron personalmente lealtad (devotio ibérica), llamándole rex, «rey», empezando Edeco y Andobales con tal reverencia sin que el general lo notara. Probablemente régulos como Edeco e Índibil eran conscientes de que juraban lealtad a un general con un mandato cívico-militar que representaba a una república, pero para los guerreros comunes era la clásica devotio ibérica ante sus régulos o caudillos.
Poco después se enteró de tal trato e hizo reunir a todos los iberos y les anunció que él no era un rey y no deseaba que nadie lo llamara así sino que «general», imperator. Según Polibio, demostraba que, aunque joven, pensaba con la cabeza fría y se negaba a intentar coronarse a pesar de su juventud y éxitos. Actitud que mantuvo aún de mayor, cuando había vencido a Cartago en Hispania y África y derrocado a muchos reyes asiáticos, jamás intento ceñirse la púrpura. La reacción de Escipión que relata Polibio puede interpretarse como un deseo de enaltecer a dicha figura (los descendientes del general eran mecenas del historiador), el desprestigio que tenía la monarquía entre los romanos y lo peligroso que resultaba para un ciudadano ser acusado de ambicionar el título de rey.
Para ganarse a los locales, le regaló 300 caballos a Índibil y liberó a un prisionero númida reconocido por un cuestor, el joven príncipe Masinisa. Luego les permitió a los locales volver a sus tierras salvo algunos que seleccionó como escoltas.

### Decisiones estratégicas
Según Polibio, Escipión hizo construir su campamento donde había estado el del enemigo. Tito Livio menciona que se celebró un consejo de guerra en que algunos oficiales instaron a Escipión a perseguir al ejército vencido, pero se optó por la prudencia, pues los ejércitos de Magón Barca y Asdrúbal Giscón estaban cerca y podían unirse a su enemigo. El general victorioso envió tropas a vigilar los Pirineos y dedicó el verano a recibir la sumisión de las tribus locales.
Días después de la batalla, cuando Escipión había abandonado Cátulo y se dirigía a Tarraco, llegaron desde el oeste los ejércitos de Magón Barca y Asdrúbal Giscón. Muy tarde para impedir la derrota de Asdrúbal Barca, los tres generales púnicos se reunieron para acordar la nueva estrategia. Como la región al oeste de Gades aún no había sido afectada por la guerra, era obvio que aún era fiel a los cartagineses, pero el trato generoso de Escipión a los prisioneros estaba haciendo que toda la población de la zona se cambiara de bando, de ahí que lo mejor era alejar a los guerreros íberos lo más lejos de sus tierras. Sin esperar permiso del Sufete, decidieron que Asdrúbal Barca se llevará a los íberos en un ataque a Italia, el campo de batalla decisivo de la guerra, alejándolos de la influencia de Escipión. Dion Casio insinúa que el Sufete le había encargado esa misión desde antes de la batalla.
Así, mientras Escipión fue a pasar el invierno en Tarraco, Asdrúbal Barca subió por la cuenca del Tagus hasta llegar a los Pirineos, pasando a la Galia, donde empezó a reclutar locales y recuperando fuerzas, pues las deserciones y su derrota le habían debilitado. Los romanos no lo siguieron porque aún debían enfrentar a los otros dos ejércitos. Magón entregó su fuerza a Asdrúbal Giscón y fue a contratar mercenarios en las islas Baleares. Por último, se seleccionó una fuerza de 3000 jinetes al mando de Masinisa para atacar y devastar las tierras y ciudades que apoyaran a los romanos.
La cercanía de Magón Barca y Asdrúbal Giscón podría explicar tres aspectos de la campaña. Primero, la agresividad de Escipión, quien buscó dar batalla antes que sus enemigos unieran fuerzas y lo rodearan. Segundo, por qué no persiguió a los vencidos después del combate, para hacerlo debía entrar en planicies donde la superior caballería cartaginesa tendría la ventaja si se encontraba con los otros generales. Y tercero, por qué no intentó bloquear el paso de Asdrúbal Barca por los Pirineos, pues para hacerlo debía despachar muchos soldados y sería vulnerable a un ataque desde el oeste.
Gabriel también se pregunta por qué los generales cartagineses no atacaron juntos a Escipión. No podían hacerlo mientras las legiones estuvieran en Baecula, pues el terreno montañoso sólo permitiría un combate de infantería donde los legionarios tendrían toda la ventaja. Magón Barca y Asdrúbal Giscón llegaron pocos días después de la batalla, eso significaba que los romanos debían a unas decenas de kilómetros y los púnicos debían tener ventaja numérica. Polibio indica que la rivalidad entre Asdrúbal Barca y los otros generales impidió toda acción conjunta, pero seguramente se debió a las deserciones entre los íberos. Asdrúbal Barca se vio obligado a dar batalla porque su ejército estaba sufriendo tantas que pronto no podría ser operativo. Gabriel cree que después de correrse la voz del trato de Escipión a los prisioneros debió correrse la voz y las deserciones se multiplicaron. Esto explicaría porque Asdrúbal Barca marchó a Italia, para impedir a sus íberos a desertar, Asdrúbal Giscón se retiró a las tierras leales del oeste, Magón Barca tuvo que ir a reclutar mercenarios en las Baleares y Masinisa quedó a cargo de simplemente ataques de guerrilla.

### Análisis
El escritor David Casado Rabanal señala que Baecula era clave para dominar la cuenca del Betis y las minas de cobre y plata de la vecina Cástulo, de ahí que los cartagineses la defendieran ferozmente y que consideré a la batalla como decisiva. En cambio, Gabriel cree que el Barca decidió dar batalla en Baecula con un ejército menor en número para tender una trampa a Escipión, esperando retener a los romanos lo suficiente para que llegaran los otros ejércitos púnicos y juntos aplastar a sus enemigos. La posición era fuerte, probablemente Escipión se consideró afortunado de tomarla tan rápido y no dudo en ocuparla ante la proximidad de los otros generales cartagineses.
Acorde al historiador británico Greg Fisher, en Baecula e Ilipa Escipión introdujo exitosamente el uso del engaño y las maniobras de envolvimiento en las tácticas romanas. Antes de él, los ejércitos romanos sólo hacían un ataque frontal generalizado, como en Trebia y Cannas; de hecho, es probable que se inspirara en Aníbal para estas innovaciones. Para realizar dichos cambios, Escipión también fue pionero en constituir un ejército fuertemente leal a su general, bien entrenado y equipado, capaces de movimientos elásticos por los flancos antes considerados imposibles.
Su colega y compatriota, Howard Hayes Scullard, afirmaba: «Baecula supuso una ruptura total con los movimientos tradicionales de un ejército romano y marcó un verdadero punto de inflexión en el desarrollo militar».  Las legiones sufrían de dos debilidades. Primero, dependían demasiado de su masa, lo que le permitía atacar de frente con gran potencia, o retirarse, pero le era muy difícil girar y un enemigo más móvil podía rodearlo por los flancos, como en Cannas. Segundo, el entrenamiento inadecuado forzaba a cada unidad a atacar en la misma dirección, impidiendo que hicieran movimientos independientes y complejos. En esta batalla, el orden tradicional de tres líneas, donde las posteriores rellenaban los agujeros causados por las bajas en el frente, en cambio, mando a sus vélites a distraer al enemigo en el centro mientras que sus legionarios hacían ataques independientes por las alas. El error de Escipión fue que sus vélites no fijaron a la mayoría de los púnicos, lo que permitió a Asdrúbal retirarse al sacrificar a su infantería ligera. Según Scullard, «Aún no había aprendido completamente la lección de Cannas», donde los cartagineses atacaron por los flancos sólo cuando todo el ejército romano estaba fijado luchando en el frente, por lo que no pudo retirarse ni repeler el envolvimiento. Por dicho error, el británico creía que la batalla fue una victoria táctica, pero no una estratégica, ya que el ejército de Asdrúbal siguió existiendo. Para él, mejor hubiera sido atacar por un solo flanco con el doble de fuerza, como sucedería en Magnesia o Tigranocerta. Por ejemplo, si se hubiera concentrado en atacar sólo con su flanco derecho, Escipión hubiera atrapado a Asdrúbal contra el río y dificultado su retirada.
Gabriel concuerda con que Escipión se inspiró en Cannas y Baecula fue cuando se introdujeron importantes cambios en el ejército romano. El ataque frontal dejó de ser la principal táctica y se convirtió en una maniobra para fijar a las fuerzas enemigas, mientras las mejores unidades atacaban por los flancos para envolver.

### Clásicas
Los libros son citados en números romanos y capítulos y párrafos en números arábigos. Entre paréntesis aparecen los apellidos de los traductores y/o editores de las ediciones usadas con el año correspondiente y las páginas citadas. 
- Apiano. Historia Romana. Libro VI. Véase en: White, Horace (1912). Appian's Roman History (en inglés) 1. Cambridge: Harvard University Press. Para la ordenación numérica de los fragmentos véase la versión digitalizada en Livius, con notas de Jona Lendering, 2005.
- Cornelio Nepote. Sobre los hombres ilustres. Véase en: Fleckeisen, Albert; Halm, Karl (1890). Vitae. Cornelius Nepos (en latín). Leipzig: Teubner.
- Diodoro Sículo. Biblioteca histórica. Libro XXV. Véase en: Walton, Francis R. (1957). The Library of History of Diodorus Siculus (en inglés) 9. Cambridge: Harvard University Press.
- Dion Casio. Historia Romana. Libro XVI. Véase en: Cary, Earnest (1914). Cassius Dio: Roman History (en inglés) 2. Cambridge: Harvard University Press.
- Juan Zonaras. Epítome de historia. Libro VIII. Véase en: Dindorf, Ludwig August; Charles Du Fresne Du Cange (1869). Epitome historiarum (en griego) 2. Leipzig: Teubner.
- Polibio. Historias. Libro II. Véase en: Paton, William Roger (1922a). The Histories of Polybius (en inglés) 1. Londres: W. Heinemann.
- Polibio. Historias. Libro III. Véase en: Paton, William Roger (1922b). The Histories of Polybius (en inglés) 2. Londres: W. Heinemann.
- Polibio. Historias. Libro X. Véase en: Paton, William Roger (1925). The Histories of Polybius (en inglés) 4. Londres: W. Heinemann.
- Tito Livio. Historia de Roma (Ab Urbe condita, AUC). Libro XXI. Véase en: Foster, Benjamin Oliver (1929).  William Heinemann, ed. Livy: History of Rome (en inglés) 5. Cambridge: Harvard University Press.
- Tito Livio. Historia de Roma. Libro XXVI. Véase en: Yardley, John C. (1943).  William Heinemann, ed. Livy: History of Rome (en inglés) 7. Cambridge: Harvard University Press.
- Tito Livio. Historia de Roma. Libro XXVII. Véase en: Baker, George (1834). The History of Rome by Titus Livius (en inglés) 5. Londres: J. A. Valpy. Para ordenación numérica de párrafos y capítulos véase en: Yardley, John C. (1943).  William Heinemann, ed. Livy: History of Rome (en inglés) 7. Cambridge: Harvard University Press.

### Modernas
- Ball, Joanne Elizabeth (2016). Collecting the Field: A Methodological Reassessment of Greek and Roman Battlefield Archaeology (en inglés). Liverpool: University of Liverpool.
- Bellón Ruíz, Juan Pedro; Gómez Cabeza, Francisco; Ruiz Rodríguez, Arturo; Molinos Molinos, Manuel; Sánchez Vizcaíno, Alberto; Gutiérrez Solar, Luis; Rueda Galán, Carmen; Wiña, Laura; García Luque, María Antonia; Martínez Carrillo, Ana L.; Ortega Cabezudo, Carmen; Lozano, Gema; Fernández Casado, Rosa (2009). «Baecula. An archaeological analysis of the location of a battle of the second punic war».  En Ángel Morillo Cerdán, Norbert Hanel y Esperanza Martín Hernández, ed. Limes XX. Actas XX Congreso Internacional Estudios sobre la frontera romana. León 2006, Anejos de Gladius 13 (en inglés) I. Madrid: Consejo Superior de Investigaciones Científicas (CSIC). pp. 253-265. ISBN 978-84-00-08855-2.
- Bermejo Tirado, Jesús (2010). Breve historia de los íberos: La apasionante y desconocida historia de uno de los pueblos más florecientes de la Iberia prerromana, clave para entender la cultura mediterránea occidental de la Antigüedad. Madrid: Nowtilus. ISBN 9788497633543.
- Blázquez, José María (1977). Imagen y mito: estudios sobre religiones mediterráneas e ibéricas. Madrid: Ediciones Cristiandad. ISBN 9788470572159.
- Brizzi, Giovanni (2009). Escipión y Aníbal: La guerra para salvar Roma. Barcelona: Ariel. Traducción italiano-español por Santiago Jordán Sempere. ISBN 978-84-344-8838-0.
- Canto, Alicia María (2011). «La batalla de Baecula no pudo ser en Santo Tomé». Revista Municipal del Excmo. Ayuntamiento de Bailén: 50-53.
- Canto, Alicia María (2015). «La importancia estratégica del Alto Guadalquivir durante la Segunda Guerra Púnica y el sitio de "Ilorci-Amturgi"».  En J. P. Bellón Ruiz, ed. La Segunda Guerra Púnica en la Península Ibérica. Baecula: arqueología de una batalla. Jaén: Universidad de Jaén. pp. 163-192.
- Casado Rabanal, David (2018). Resistencias numantinas. Los antecedentes más indómitos del pueblo español. Sevilla: Caligrama. ISBN 9788491124184.
- Fisher, Greg (2016). Hannibal and Scipio: Pocket Giants (en inglés). Cheltenham: History Press Limited. ISBN 9780750968744.
- Gabriel, Richard A. (2008). Scipio Africanus: Rome's Greatest General (en inglés). Washington DC: Potomac Books. ISBN 9781597972055.
- Hart, B. H. Liddell (1926). A Greater than Napoleon: Scipio Africanus (en inglés). Londres: W. Blackwood & Sons.
- Head, Duncan (2012). Armies of the Macedonian and Punic Wars (en inglés). Goring-by-Sea: Wargames Research Group Ltd. Ilustrado por Ian Heath. ISBN 9781326560515.
- Kromayer, Johannes; Veith, Georg (1922). Schlachten-Atlas zur antiken Kriegsgeschichte: Von Cannae bis Numantia (en alemán) II. Wagner & Debes.
- Lazenby, John Francis (1998). Hannibal's war: a military history of the Second Punic War (en inglés). Norman: University de Oklahoma. ISBN 9780806130040.
- Le Bohec, Yann (1996). Histoire militaire des guerres  puniques (en francés). París: Ed. du Rocher.
- Linares Lucena, Francisco Antonio (2016). «El topónimo Bailén (Baylén) o aproximación a la localización de Baécula». Boletín del Instituto de Estudios Giennenses (214): 317-348. ISSN 0561-3590.
- Marín Díaz, María Amalia (1988). Emigración, colonización y municipalización en la Hispania Republicana. Granada: Departamento de Historia Antigua de la Universidad de Granada. ISBN 9788433807090.
- Negrete, Javier (2018). La conquista romana de Hispania. Madrid: La Esfera de los Libros. Ilustrado por Sandra Delgado. ISBN 9788491642855.
- Richardson, John S. (1998). Hispania y los romanos. Madrid: Planeta. Traducción inglés-español por Teófilo de Lozoya. ISBN 9788474238495.
- Roldán Hervás, José Manuel; Wulff Alonso, Fernando (2001). Citerior y Ulterior: las provincias romanas de Hispania en la era republicana. Madrid: Akal. ISBN 9788470903335.
- Scullard, Howard Hayes (1930). Scipio Africanus in the Second Punic War (en inglés). Cambridge: Cambridge University Press.
- Sumner, Graham Vincent (1970). «Proconsuls and Provinciae in Spain, 218/7 — 196/5 B.C.». Arethusa (en inglés) III (1): 85-102.
- Vervaet, Frederik; Tony Naco Del Hoyo (2007). «War in outer space: Nature and impact of the roman war effort in Spain, 218–197 BCE».  En Lukas de Blois, Olivier Hekster, Gerda de Kleijn, ed. The Impact of the Roman Army (200 B.C. – A.D. 476): Economic, Social, Political, Religious and Cultural Aspects Proceedings of the Sixth Workshop of the International Network Impact of Empire (Roman Empire, 200 B.C. – A.D. 476), Capri, Italy, March 29-April 2, 2005 (en inglés). Leiden: Brill. pp. 21-46. ISBN 9789047430391.

### Videos
- Batalla de Baecula Vídeo del Diario Jaén de la exposición "Baecula: arqueología de una batalla" del Museo de Jaén. Publicado el 15 de septiembre de 2010.
- Recreación de la batalla de Baecula. Video del canal de YouTube XYZ  Comunicación. Publicado el 10 de octubre de 2010.
- La primera batalla de Escipión. La Batalla de Baecula 1. Asdrúbal Barca vs Escipión el Africano. Video del canal de YouTube Historia ex Hispania. Publicado el 28 de mayo de 2021.
- La Batalla de Baecula 2. Asdrúbal Barca vs Escipión el Africano. Video del canal de YouTube Historia ex Hispania. Publicado el 25 de junio de 2021.
- Arqueomanía. La batalla de Baecula. Reportaje del canal RTVE. Publicado el 19 de mayo de 2018.

- Datos: Q728550
- Multimedia: Battle of Baecula / Q728550